# Franz Ferdinand Schiller

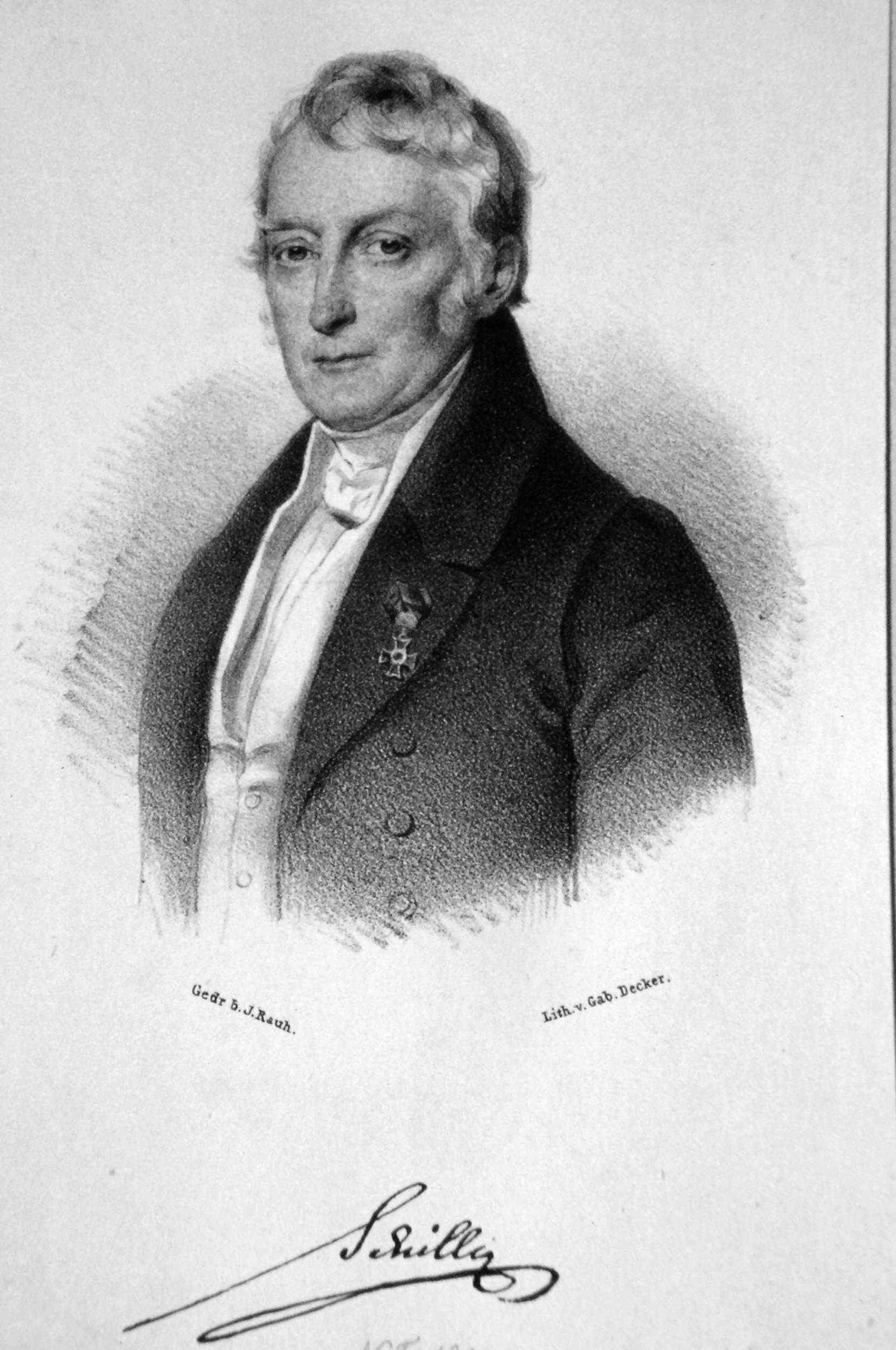
Franz Ferdinand von Schiller, Lithographie von Gabriel Decker, um 1840

Franz Ferdinand Schiller (* 15. Juli 1773 in Pontebba; † 18. August 1861 in Graz); (1823 Edler von Schiller / 1840 Freiherr von Schiller) war ein österreichischer Montanbeamter.

## Leben
Der als Sohn des Oberstbergmeisteramtsbuchhalters Franz Xaver Schiller in Pontebba geborene Franz Ferdinand Schiller wurde schon mit 3 Jahren Vollwaise und wuchs bei seiner Tante Therese Trukmiller auf. Ein Jurastudium in Wien musste er aus Geldmangel abbrechen und trat als Buchhaltereipraktikant in den Staatsdienst. Mit einem Stipendium konnte er aber von 1793 bis 1796 die Bergakademie Schemnitz absolvieren. Nach einigen Jahren als Ingrossist in Schmöllnitz und in der Hofbuchhaltung in Wien wurde er 1801 montanistischer Landesbuchhalter in Klagenfurt. Dort heiratete er 1803 die Witwe Theresia Hassenbauer, geb. von Franken. 1809 nach der französischen Invasion bildete er zusammen mit Kreishauptmann von Fradenek und Polizeidirektor Pausinger die provisorische Landesadministration. Dieser gelang es durch ein Umlagesystem die Belastungen durch die Besatzung gleichmäßig zu verteilen und damit für die Kärntner erträglicher zu machen.
1810 wurde er Rechnungsrat der Hofbuchhaltung in Wien, 1814 innerösterreichischer Oberkammergraf und Gubernialrat in Eisenerz (Steiermark), um dann ab 1815 als Hofrat wiederum in Wien zu wirken.
Kurz nach seiner Erhebung in den Ritterstand 1823 wurde er 1824 mit der Leitung des Salzkammergutes in Gmunden betraut. Als Salzoberamtmann gelang es ihm gegen viele Widerstände durch Aufhebung von Privilegien, Personalabbau, Modernisierungen und Neubauten das Salzkammergut wieder profitabel zu machen. Gelegentlicher Gast in seinem Hause war Franz Schubert, der von ihm in einem Brief als dem „König des Salzkammergutes“ sprach. Im Jahr 1840 wurde er in den Freiherrenstand erhoben, 1845 Ehrenbürger von Gmunden.
Anlässlich seiner Pensionierung im Jahr 1844 erhielt zum Abschied von seinen Untergebenen ein Album mit Ansichten aller Betriebe des Salzkammergutes, das jetzt im Oberösterreichischen Landesmuseum Linz zu besichtigen ist. Er verstarb 1861 in Graz.

## Leistungen
1824 bis 1844 Leitung, Modernisierung und Ausbau des Salzkammergutes